# Svenja Spriestersbach
Svenja Spriestersbach (* 9. Oktober 1981 in Diez) ist eine ehemalige deutsche Handballspielerin.

## Karriere
Die 1,83 m große Rückraumspielerin stand ab 2006 beim Bundesligisten Borussia Dortmund unter Vertrag. Zur Saison 2009/10 wechselte Svenja Spriestersbach zum Buxtehuder SV, wo sie einen Zweijahresvertrag unterschrieb. Mit Buxtehude gewann sie 2010 den EHF Challenge Cup. Zur Saison 2010/11 wechselte Svenja Spriestersbach in die 2. Bundesliga zum TV Mainzlar. Der Verein musste seine Mannschaft Ende Januar 2011 aufgrund finanzieller Schwierigkeiten abmelden. Spriestersbach erhielt kurzfristig ab Februar 2011 das Angebot, die durch Verletzungen geschwächte Mannschaft der Borussia Dortmund zu verstärken. Für die Saison 2011/12 verlängerte sie ihren Vertrag in Dortmund. Ab Dezember 2012 musste sie schwangerschaftsbedingt ihre Karriere unterbrechen. Nach ihrer Rückkehr in den Kader verließ sie zum Saisonende 2013/14 Borussia Dortmund.
Spriestersbach absolvierte vier Spiele (kein Tor) für die deutsche Nationalmannschaft, ihr Länderspieldebüt hatte sie am 3. März 2007 in Riesa gegen die Niederlande.
Svenja Spriestersbach ist ausgebildete Erzieherin und Diplom-Sozialarbeiterin. Ergänzend absolviert sie ein Master-Studium an der Universität Kassel.